# Женская сборная Исландии по волейболу
Женская национальная сборная Исландии по волейболу (исл. Íslenska kvennalandsliðið í blak) — представляет Исландию на международных соревнованиях по волейболу. Управляющей организацией выступает Волейбольный союз Исландии (исл. Blaksambands Íslands).

## История
Волейбольный союз Исландии — член ФИВБ и ЕКВ с 1974 года.
Официальным дебютом женской сборной Исландии стало участие в волейбольном турнире первых Островных игр, которые прошли в июле 1985 года на острове Мэн. На этих соревнованиях исландские волейболистки выиграли бронзовые награды, а на аналогичных Играх через 4 года сборная Исландия завоевала уже «золото», победив в финале команду страны-организатора — сборную Фарерских островов — со счётом 3:2. Больше в Островных играх исландская команда не участвовала.
С начала 1990-х годов сборная Исландии неизменно принимает участие в соревнованиях среди сборных, представляющих в основном европейские страны с малочисленным населением — чемпионатах малых стран Европы и Играх малых государств континента. На счету исландских волейболисток 3 победы в подобного рода турнирах (чемпионаты малых стран 2007, 2017, 2023) и ещё 7 раз они становились призёрами.
В 2008 году женская сборная Исландии впервые заявилась в официальный турнир более высокого ранга — чемпионат Европы, но проиграла стыковые матчи за выход в основной раунд отборочной стадии сборной Македонии. В 2013 году «островитянки» приняли участие в отборочном турнире чемпионата мира, но уже на 1-м этапе «всухую» уступили своим соперницам — сборным Литвы, Латвии и Эстонии и выбыли из дальнейшей борьбы. В 2017 исландские волейболистки вышли во вторую стадию отбора на мировое первенство, но в своей группе проиграли все 5 матчей.
Интересно, что в национальной команде Исландии до недавнего времени вместе выступали мать и дочь — волейболистки болгарского происхождения Милена и Кристина Апостоловы. Кроме того, неоднократно играла за исландскую сборную ещё одна дочь Милены Апостоловой — Велина.

## Результаты выступлений и составы

### Чемпионаты мира
Сборная Исландии принимала участие в отборочных турнирах двух чемпионатов мира (отбор на чемпионаты 2022 и 2025 осуществлялся по результатам континентальных чемпионатов и рейтингу ФИВБ).
- 2014 — не квалифицировалась
- 2018 — не квалифицировалась
- 2022 — не квалифицировалась
- 2025 — не квалифицировалась

- 2014 (квалификация): Торбьорн Йоунсдоуттир, Йона-Гудлауг Вигфусдоуттир, Хюльда-Эльма Эйстейндоуттир, Эрла-Ран Эйриксдоуттир, Эйдур-Анна Йоунсдоуттир, Эльза-Сэни Валгейрсдоуттир, Бирта Бьорнсдоуттир, Хьордис Эйриксдоуттир, Фрида Сигурдардоуттир, Астильдур Гуннарсдоуттир, Кристина Апостолова, Берглинд-Гия Йоунсдоуттир. Тренер — Маттиас Харальдссон.
- 2018 (квалификация): Йона-Гудлауг Вигфусдоуттир, Хьёрдис Эйриксдоуттир, Фьола-Рут Сваварсдоуттир, Роза Эгисдоуттир, Карен Гуннарсдоуттир, Астильдюр Гуннарсдоуттир, Бирта Бьорнсдоуттир, Элизабет Эйнарсдоуттир, Фрида Сигурдардоуттир, Стейнунн-Хельга Бьёргольфсдоуттир, Эрла-Ран Эйриксдоуттир, Тельма Гретарсдоуттир, Мария Карлсдоуттир, Берглинд Йоунсдоттир. Тренер — Даниэле Каприотти.

### Чемпионаты Европы
Сборная Исландии принимала участие в трёх отборочных турнирах чемпионатов Европы.
- 2009 — не квалифицировалась
- 2019 — не квалифицировалась
- 2023 — не квалифицировалась
- 2026 — не участвовала

- 2009 (квалификация): Эрла-Ран Эйриксдоуттир, Карен-Бьёрк Гуннарсдоуттир, Бирна-Сигрун Халльсдоуттир, Лиля Йоунсдоуттир, Фрида Сигурдардоуттир, Сэунн Скуладоуттир, Кристин-Салин Торхалльсдоуттир, Эльза-Сэни Валгейрсдоуттир, Йона-Гудлауг Вигфусдоуттир. Тренер — Магнус Адальстейнссон.
- 2019 (квалификация): Гигия Гуднадоуттир, Сигдис-Линд Сигурдардоуттир, Йона-Гудлауг Вигфусдоуттир, Хьёрдис Эйриксдоуттир, Ханна-Мария Фридриксдоуттир, Роза Эгисдоуттир, Хильдур Давидсдоуттир, Хейда-Элизабет Гуннарсдоуттир, Кристина Апостолова, Линей-Инга Гудмундсдоуттир, Элизабет Эйнарсдоуттир, Бирта Бьёрнсдоуттир, Сара-Оуск Стефаунсдоуттир, Маттильдюр Эйнарсдоуттир, Тира Тоураринсдоуттир, Вальдис Товардардоуттир, Эрла-Ран Эйриксдоуттир, Тельма Гретарсдоуттир, Стейнунн-Хельга Бьёргольфсдоуттир, Уннюр Арнадоуттир, Элдей Храфнсдоуттир. Тренер — Висенте Борха Гонсалес.

### Евролига
- 2025 — 18-е место (6-е в Серебряной лиге)

### Чемпионаты малых стран Европы
| - 1990 — ? - 1992 — 4-е место - 1994 — 3-е место - 1996 — ? - 1998 — ? - 2000 — 7-е место - 2002 — 4-е место - 2004 — не квалифицировалась - 2007 — 1-е место | - 2009 — не квалифицировалась - 2011 — не квалифицировалась - 2013 — не квалифицировалась - 2015 — не квалифицировалась - 2017 — 1-е место - 2019 — не участвовала - 2022 — 2-е место - 2023 — 1-е место - 2024 — не участвовала |

- 2007: Милена Апостолова, Велина Апостолова, Ингибьёрк Гуннарсдоуттир, Бирна-Сигрун Халльсдоуттир, Лиля Йоунсдоуттир, Торбьёрн Йоунсдоуттир, Анна Павлюк, Лёйфей-Бьёрк Сигмундсдоуттир, Фрида Сигурдардоуттир, Эльза-Сэни Валгейрсдоуттир, Йона-Гудлауг Вигфусдоуттир. Тренер — Марек Бернат.
- 2017: Ханна-Мария Фридриксдоуттир, Йона-Гудлауг Вигфусдоуттир, Хьёрдис Эйриксдоуттир, Фьола-Рут Сваварсдоуттир, Роза Эгисдоуттир, Карен Гуннарсдоуттир, Бирта Бьёрнсдоуттир, Элизабет Эйнарсдоуттир, Фрида Сигурдардоуттир, Маттильдюр Эйнарсдоуттир, Стейнунн-Хельга Бьёргольфсдоуттир, Тельма-Дёгг Гретарсдоуттир, Мария Карлсдоуттир, Берглинд Йоунсдоуттир. Тренер — Даниэле Каприотти.
- 2023:  Маттильдюр Эйнарсдоуттир, Хеба-Соуль Стефаунсдоуттир, Вальдис-Уннюр Эйнарсдоуттир, Сара-Оуск Стефаунсдоуттир, Тельма-Дёгг Гретарсдоуттир, Тинна-Рут Тоураринсдоуттир, Даниэла Гретарсдоуттир, Эйдюр-Лиф Бенедиксдоуттир, Дирлейф-Ханна Сигмундсдоуттир, Хейддис-Эдда Лудвиксдоуттир, Хелена Эйнарсдоуттир, Кристей-Марин Халльсдоуттир, Линей-Инга Гудмундсдоуттир, Сигрун-Марта Йоунсдоуттир. Тренер — Висенте Борха Гонсалес.

### Игры малых государств Европы
| - 1989 — не участвовала - 1991 — 5-е место - 1993 — 4-е место - 1995 — 4-е место - 1997 — 2-е место - 1999 — 3-е место - 2001 — 4-е место - 2003 — 5-е место | - 2005 — 4-е место - 2007 — 5-е место - 2009 — 3-е место - 2011 — 5-е место - 2013 — 4-е место - 2015 — 3-е место - 2017 — 4-е место - 2019 — 3-е место |

- 2009: Ингрид Гуннарсдоуттир, Элена Гуннарсдоуттир, Кристина Торхалльсдоуттир, Фьола Сваварсдоуттир, Бирта Бьорнсдоуттир, Йона Вигфусдоуттир, Милена Апостолова, Бирна Халльсдоуттир, А.Гуннарсдоуттир, Фрида Сигурдардоуттир, Захарина Филипова, С.Бьоргольфдоуттир. Тренер — Апостол Апостолов.
- 2015: Наталия Гомзина, Йона Вигфусдоуттир, Хьёрдис Эйриксдоуттир, Фьола Сваварсдоуттир, Милена Апостолова, Карен-Бьёрк Гуннарсдоуттир, Бирта Бьёрнсдоуттир, Лёйфей-Бьёрк Сигмундсдоуттир, Фрида Сигурдардоуттир, Кристина Апостолова, Эрна-Ран Эйриксдоуттир, Тельма-Дёгг Гретарсдоуттир. Тренер — Даниэле Каприотти.
- 2019: Йона Вигфусдоуттир, Хьёрдис Эйриксдоуттир, Гигия Гуднадоуттир, Хелена Гуннарсдоуттир, Кристина Апостолова, Хильда Эйстейндоуттир, Ана-Мария Видаль Боуса, Сэрун-Бирта Эйриксдоуттир, Бирта Бьёрнсдоуттир, Сара Стефаунсдоуттир, Маттильдюр Эйнарсдоуттир, Уннюр Арнадоуттир, Тельма-Дёгг Гретарсдоуттир, Велина Апостолова. Тренер — Висенте Борха Гонсалес.

### Северный чемпионат
Сборная Исландии дважды участвовала в Северных чемпионатах, проводившихся в 1966—2002 по чётным годам среди сборных команд стран Скандинавии и Финляндии
- 5-е место — 1984, 1988.

### Островные игры
С 1991 сборная Исландии в Островных играх участия не принимала.
- 1985 —  3-е место
- 1987 — не участвовала
- 1989 —  1-е место

## Состав
Сборная Исландии в Евролиге 2024
| №  | Имя, фамилия                | Год рождения | Рост | Амплуа      | Клуб                         |
| -- | --------------------------- | ------------ | ---- | ----------- | ---------------------------- |
| 2  | Элизабет Эйнарсдоуттир      | 1998         | 183  | нападающая  | «Херцег-Нови»                |
| 3  | Маттильдюр Эйнарсдоуттир    | 2001         | 176  | нападающая  | «Славия» Братислава          |
| 4  | Хеба-Соуль Стефансдоуттир   | 2004         | 186  | нападающая  | «Пршеров»                    |
| 6  | Хелена Эйнарсдоуттир        | 2006         | 170  | нападающая  | ХК Коупавогюр                |
| 7  | Йоуна Арнарсдоуттир         | 2003         | 176  | связующая   | «Сан-Хуан» Аликанте          |
| 8  | Вальдис-Уннюр Эйнарсдоуттир | 2003         | 186  | центральная | «Афтюрельдинг» Мосфедльсбайр |
| 10 | Сара-Оуск Стефаунсдоуттир   | 2002         | 184  | центральная | «Хольте»                     |
| 11 | Арна-Соулрун Хеймисдоуттир  | 2002         | 182  | центральная | «Сан-Хуан» Аликанте          |
| 12 | Линей-Инга Гудмундсдоуттир  | 2002         | 173  | нападающая  | ХК Коупавогюр                |
| 14 | Соульдис-Бьёрт Блёндаль     | 2004         | 183  | нападающая  | ХК Коупавогюр                |
| 15 | Тельма-Дёгг Гретарсдоуттир  | 1997         | 181  | нападающая  | «Афтюрельдинг» Мосфедльсбайр |
| 16 | Тинна-Рут Тоураринсдоуттир  | 2000         | 172  | нападающая  | «Афтюрелдинг» Мосфедльсбайр  |
| 17 | Рут Рагнарсдоуттир          | 2003         | 172  | либеро      | «Афтюрелдинг» Мосфедльсбайр  |
| 19 | Тоурдис Гудмундсдоуттир     | 1995         |      | нападающая  | ХК Коупавогюр                |

- Главный тренер —  Массимо Пистоя.
- Тренер —  Брайан Сильва Грисалес.